# Литвиненко Дмитро Сергійович (футзаліст)
Дмитро Сергійович Литвиненко (нар. 16 квітня 1987, Гуляйполе, Запорізька область, Україна) — український футзаліст, воротар чеського клубу «Ера-Пак» та національної збірної України.

## Життєпис

### Дитячий та юнацький футзал
Дмитро Литвиненко народився в місті Гуляйполе у 1987 році.
Після перегляду матчів чемпіонату світу з футболу 1998 року захопився футболом і почав з воротарської позиції. У літню пору займався футболом, а взимку — футзалом. Після запрошення до запорізького футзального клубу «Темп-ЗАЕС» (Енергодар), який виступав у юнацькому чемпіонаті України, вирішив зосередитись на футзалі. У цей же час познайомився з Євгеном Ривкіним, тренером ДЮСШ «Локомотив», з яким за декілька років розпочне багаторічну спільну роботу.

### Чемпіонат та кубок України
З «Темпом-ЗАЕС» Литвиненко потрапляє до харківського «Універ-Харків», в якому проводить три сезони у вищій лізі чемпіонату країни. Після розпаду «Універа-Харкова» у 2007 році Дмитро Литвиненко переходить до харківського «Локомотиву», в якому виступав понад 10 років під керівництвом Євгена Ривкіна.

### Міжнародні турніри
Дебютував у національній збірній України 1 березня 2007 року в матчі проти Андорри в рамках відбіркового турніру до чемпіонату Європи. Гра закінчилася з рахунком 9:2 на користь збірної України. Загалом у турнірах ФІФА провів 45 матчів за різні збірні України.
У 2008 році у складі збірної U-21 Литвиненко завоював путівку на перший офіційний молодіжний чемпіонат Європи, який проходив у Санкт-Петербурзі. У півфіналі збірна України програла господарям турніру. Тим не менш, до символічної збірної турніру потрапили українці Дмитро Клочко та Дмитро Литвиненко.
У складі студентської збірної України Литвиненко виборює срібні медалі чемпіонату світу 2008 року, який проходить у Словенії. У 2010 році Литвиненко посідає зі студентською збірною четверте місце на чемпіонаті світу. 2012 приносить студентській збірній України перемогу на чемпіонаті світу серед студентів. Дмитро Литвиненко визнається найкращим гравцем турніру.
У міжнародних клубних турнірах дебютував 2 жовтня 2013 року, зігравши в основному раунді Кубку УЄФА у складі «Локомотиву» проти «Тулпара».
У 2017 році після розформування МФК «Локомотив» як вільний агент перейшов до чеської команди ЕРА-ПАК.

## Досягнення
«Локомотив» (Харків)
- Кубок України
  -  Володар (2): 2009, 2016

- Чемпіонат України
  -  Чемпіон (3): 2013, 2014, 2015
  -  Срібний призер (2): 2012, 2016
  -  Бронзовий призер (1): 2011

- Суперкубок України
  -  Володар (2): 2013, 2014

Збірна України з футболу серед студентів
- Студентський чемпіонат світу з футзалу
  -  Чемпіон (1): 2012
  -  Срібний призер (1): 2008

Молодіжна збірну України
- Молодіжний чемпіонат Європи
  -  Срібний призер (1): 2008